# Valentín Alsina
Pour les articles homonymes, voir Alsina.
Valentín Alsina (né le 16 décembre 1802 à Buenos Aires, alors dans la Vice-royauté du Río de la Plata et mort le 6 septembre 1869  à Buenos Aires, Argentine) est un écrivain, juriste et homme politique argentin.

## Biographie
Appartenant au camp unitaire, Valentín Alsina commence sa carrière politique sous le gouvernorat de Rivadavia, dans les années 1820, puis, à l’avènement de la dictature de Rosas, passa à l’opposition, avant d’être contraint en 1837 à s’exiler à Montevideo. À la chute de Rosas en 1852, il fut par deux fois (en 1852, et de 1858 à 1859) président de l’État de Buenos Aires, lequel s’était constitué après Caseros en un État quasi indépendant du reste de l’Argentine. Après la bataille de Pavón, il termina sa carrière politique comme sénateur national.

### Jeunes années
Natif de Buenos Aires, il entama des études de droit à l’université de Córdoba sous la tutelle du doyen Gregorio Funes.
Sous le gouvernement de Bernardino Rivadavia, il remplit la fonction de sous-secrétaire du ministère des Affaires étrangères, faisant ainsi ses premiers pas dans la carrière politique. Par la suite, après l’accession au pouvoir de Vicente López y Planes, il occupa la présidence de la Chambre de Justice. Durant cette même période, il se verra également confier la mission de rédiger le Code rural, tout en publiant par ailleurs des ouvrages traitant de la souveraineté de l’Argentine sur les îles Malouines et de la libre navigation sur le Río de la Plata.

### Activité politique
À la suite de l’avènement de Juan Manuel de Rosas au gouvernement de Buenos Aires fin 1829, il passa à l’opposition et ne put faire face à la croissante persécution de la part du régime rosiste que grâce à la protection de son beau-père Manuel Vicente Maza. Finalement détenu, il réussit cependant à s’échapper en septembre 1837 avec l’aide du capitaine Enrique Sinclair et fut contraint d’émigrer en Uruguay avec sa famille. Il mena depuis Montevideo une campagne de presse contre Rosas dans plusieurs publications, parvenant à occuper dans l’une d’elles, le Comercio del Plata, le poste d’éditeur à la suite de la mort du journaliste et écrivain Florencio Varela. Il sera d’autre part membre fondateur et président de la Commission Argentine (d’exilés) de Montevideo.
Après la bataille de Caseros de 1852, qui se solda par la défaite de Rosas et entraîna sa chute et sa fuite, Valentín Alsina regagna Buenos Aires et y prit la tête d’un des groupes qui s’opposaient à Justo José de Urquiza, gouverneur d’Entre Ríos et futur président de la Confédération argentine. Dans la foulée de la révolution du 11 septembre 1852 dirigée contre Urquiza, dont procédera l’État semi-indépendant de Buenos Aires, il fut élu gouverneur de cette nouvelle entité, mais démissionnera bientôt à la suite d'un soulèvement militaire.
La province de Buenos Aires, ayant ainsi de facto fait sécession d’avec le reste de l’Argentine, sanctionna sa propre constitution provinciale, par la voie d’une assemblée constituante que présida Valentín Alsina. En 1857, il fut élu pour un nouveau mandat de gouverneur de Buenos Aires. Il inaugura le premier chemin de fer de l’histoire argentine, et fit ramener solennellement au pays les restes de son ancien chef, Bernardino Rivadavia. Il appuya en 1858 une invasion de l’Uruguay par des militaires du colorado, opération qui s’achèvera par le massacre des envahisseurs et l’exécution de leurs commandants, y compris de leur chef de file César Díaz.

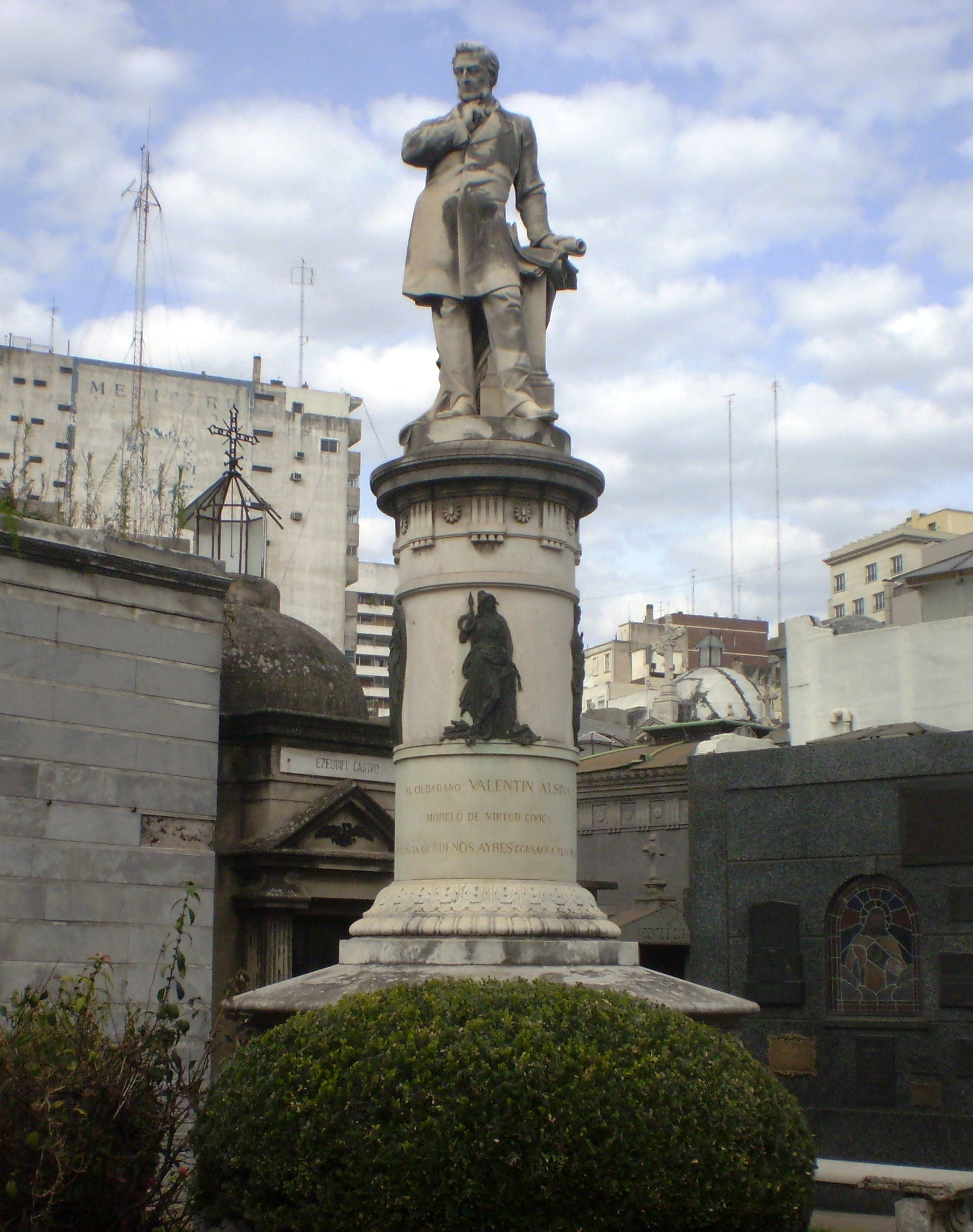
Tombeau de Valentín Alsina à la Recoleta.

En tant que juge, il détermina la condamnation à mort de Ciriaco Cuitiño et de Leandro Antonio Alen (père de Leandro N. Alem, fondateur de l’Union civique radicale), anciens membres de la Mazorca, police politique de Rosas.

### Dernières années et disparition
Vers la fin de la décennie 1850, Alsina entra en conflit avec Urquiza, président de la Confédération argentine, à propos des entraves économiques que les deux gouvernements s’imposaient mutuellement et de l’intervention portègne dans les troubles qui agitaient la province de San Juan et qui culminèrent dans l’assassinat du caudillo fédéraliste Nazario Benavídez en octobre 1858. L’instabilité et les tensions politiques aboutirent finalement à un affrontement armé, la bataille de Cepeda de 1859, dont Urquiza sortira vainqueur face à Bartolomé Mitre et qui contraindra Alsina à abandonner le gouvernorat de Buenos Aires ; une nouvelle conflagration à Pavón deux ans plus tard, verra cette fois le triomphe de Mitre et la réintégration subséquente de Buenos Aires dans la Confédération, sous des conditions très favorables aux Portègnes.
Après la démission d’Alsina, Mitre lui proposa un poste à la Cour suprême, ce qu’Alsina refusa, préférant occuper un siège au Sénat national. Alsina s’éteignit le 6 septembre 1869 dans sa ville natale, peu après avoir fait prêter serment à son fils Adolfo Alsina, lorsque celui-ci accéda à la vice-présidence de Domingo Faustino Sarmiento. Sa dépouille repose au cimetière de la Recoleta de Buenos Aires, sous un monument conçu par le sculpteur belge Jacques De Braekeleer.